# Bullterrier
Der Bullterrier (auch Bull Terrier) ist eine von der FCI anerkannte Hunderasse aus Großbritannien (FCI-Gruppe 3, Sektion 3, Standard Nr. 11).

## Herkunft und Geschichtliches
Die Zucht des Bullterriers nahm in Mittelengland ihren Anfang und damit an den Orten der großen Kohlezentren und Porzellanmanufakturen, wo einst auch die Tierkämpfe eine Monopolstellung genossen und das Aufeinanderhetzen verschiedenster Tiere in Verbindung mit erstrebten Wettgewinnen eine beliebte Abwechslung des Volkes war. Um Hundekämpfe durch Schnelligkeit, Mut und Aggressivität spektakulärer zu machen, wurde eine kleine, bewegliche und leistungsfähige Hunderasse gesucht, deren Schnauze besser zum Beißen geeignet sein sollte als die des eher langsamen Vollblut-Bulldogs.
So entstand der Bullterrier als eine Kreuzung zwischen der englischen Bulldogge alten Typs, dem später nach dem Inkrafttreten des Kupierverbotes in England um 1880 ausgestorbenen White English Terrier und dem Dalmatiner. Noch heute gibt es in der Zucht von Bullterriern Hunde, die ihrem Äußeren nach zum einen oder anderen Rasseahnen hin tendieren. So spricht man vom Dalmatiner- (eher hochläufig, nicht so schwer gebaut, wirkt eleganter), Bulldog- (eher kurzläufig, sehr knochenstark, schwer und plump gebaut, häufig mit Vorbiss behaftet) oder Terriertyp. Bevorzugt wird der sogenannte „Allrounder“, die als perfekt betrachtete Mischung aus allen drei Hundetypen in einem Individuum vereint.
Um 1850 begann der Tierhändler James Hinks aus Birmingham mit der systematischen Zucht der neuen Rasse. Weil es über die frühe Zeit seiner Zuchtbemühungen keine Zuchtbücher oder andere schriftliche Aufzeichnungen gibt, ist die genaue Herkunft bis heute teils spekulativ. Die Existenz einer neuen Rasse Bullterrier als Kreuzung zwischen Bulldog und Terrier ist jedoch schon um 1821 belegt.

„Die verhältnismäßig großen Hink’schen Bull Terrier hatten bald viele Bewunderer. Das Bulldogaussehen war weitgehend aus ihnen herausgezüchtet, ihnen fehlten die losen Lefzen und die Wammenbildung des Bullenbeißers. Hinks Terrier, die meist rauhhaarig waren, hatten längere und gestreckte Köpfe, waren stärker im Fang. Außerdem waren sie schnell, mutig und muskulös, ohne dabei im Wesen zu sanft zu sein. Sie galten bald als eine der entschlossensten und bissigsten Hunderassen, die erstaunlichen Mut im Kampf mit größerem Raubzeug, vornehmlich Dachsen, entwickelte.“

Das damals angestrebte Verwendungsziel beim Bullterrier war neben Dachse-Ziehen (engl.: badger-baiting) und Rattentöten (engl.: rat-killing) der Hundekampf mit mehr „Nervenkitzel“.

„Bei Kämpfen zwischen Bullterriern fließt Blut, denn jedem Kampf geht eine fürchterliche Beißerei voraus, bis es dem einen der Kämpfenden gelingt das Plätzchen an der Kehle zu fassen, was für den, der sich diese Blöße gab, "Tod" bedeutet.“

Der Liebhaber und Züchter von Bullterriern sowie Autor von Büchern über diese Rasse und teilweise auch anderer „Kampfhunde“, Dieter Fleig,
schreibt über Bullterrier:

„(der Bullterrier) stand im Hundekampf völlig allein auf sich gestellt. Er kämpfte gegen Rüden oder Hündinnen, Demutsgeste, Grundgesetz im Rudel, galt nichts, war systematisch weggezüchtet. Wie hätte sonst der Kampf bis zum bitteren Ende geführt werden können? Hilfe von außen, gemeinsames Vorgehen Hund-Mensch gab es auch nicht. (Er) war Einzelkämpfer, völlig auf sich gestellt. Nur Geschick, Ausdauer, Härte des Bisses, das zählte. Konnte ein solcher Hund überhaupt gehorsam sein, Einflüssen von außen gehorchen, ohne sein Leben aufs Höchste zu gefährden?“

Hundekämpfe sind in den meisten Ländern Europas seit langem verboten. Die Zuchtstrategien der Zuchtvereine änderten sich im Laufe der Zeit. Große Zuchtverbände züchten heute Bullterrier als Familienhunde. „Es fällt auf […], dass der Bullterrier ein Hund ist, der im Vergleich zu anderen so gut wie überhaupt nicht durch aggressives Verhalten auffällt. Er bietet Aggression nicht als Lösungsstrategie an. Das liegt daran, dass die Bullterrierzüchter schon lange einen Wesenstest in der Zucht eingeführt haben.“
Der englische Autor Kevin Kane, der Zugang zu Originaldokumenten von Hinks hat, geht davon aus, dass bereits Hinks keinen Hund für Hundekämpfe züchtete. Er bezeichnet Hinks' Hunde als Ausstellungshunde. In vielen der weit verbreiteten und in der Literatur dargestellten Geschichten um die Kampfhunde von Hinks hat er Widersprüche gefunden und dokumentiert.
Seit der Entstehung der Rasse als Ausstellungshund gab es sie in verschiedenen Größen. Die besonders kleinen Tiere wurden als Toy Bull Terrier bezeichnet und separat gewertet. Sie waren weniger verbreitet als die größeren Bullterrier. Nachdem der Kennel Club 1902 die Gewichtsgrenze für die Toys auf 8 Pounds (3,6 kg) gesenkt hatte, gab es bis zur Neugründung eines Zuchtklubs für Miniatur-Bullterrier mit neuem Standard 1938 auf Ausstellungen keine Toys und später keine Eintragungen in das entsprechende Zuchtbuch mehr.
Am 5. Juli 2011 folgte die FCI dem britischen Vorbild und erkannte den Miniature Bull Terrier unter der Nummer 359 als eigenständige Rasse an.

## Beschreibung
Der Bullterrier ist kräftig gebaut, muskulös, mit durchdringendem und entschlossenem Ausdruck. Ein einzigartiges Merkmal ist sein downface (Ramskopf) und der eiförmige Kopf. Das Haar ist kurz, glatt und ebenmäßig, meist reinweiß. Bei farbigen Hunden muss die jeweilige Farbe vorherrschend sein; bei Gleichheit aller anderen Dinge wird der gestromte Rassevertreter bevorzugt. Die Ohren sind klein, dünn und nahe zueinander angesetzt, steif aufgerichtet.
Heute hat sich das Exterieur der Bullterrier wesentlich verändert. Typisch ist der von der Seite betrachtete eiförmige Kopf mit einer konvexen, so genannten römischen Nase, welcher auf die Zuchtbemühungen von Raymond Oppenheimer zurückgeht. Für Bullterrier gibt es im Rassestandard keine Größen- oder Gewichtsbeschränkungen, wie es bei anderen Hunderassen üblich ist. Forderung ist ein ausgewogener Körperbau mit einem Maximum an Substanz (was nicht zu verwechseln ist mit einem Maximum an Gewicht).
Ursprünglich wurden Bullterrier als reinweiße Hunde gezüchtet. Es gab von Anfang an auch Züchter, die farbige Tiere bevorzugten, die unter anderem durch Einkreuzung von Staffordshire Bullterriern entstanden. Bis 1950 bestand jedoch beim Kennel Club ein Kreuzungsverbot für weiße mit farbigen Tieren.

## Wesen
Sein idealer Charakter wird als eigensinnig, feurig und tapfer beschrieben, dabei mit einem ausgeglichenen Wesen, diszipliniert und freundlich gegenüber Menschen. Züchter sollen nunmehr Tiere, die diesen Forderungen nicht nachkommen, nicht wesensfest oder gar aggressiv sind, von der Zucht ausschließen.
Die FCI verlangt in der Rassebeschreibung folgende Eigenschaften: „Mutig, lebhaft, mit einem verspielten Wesen. Ausgeglichenes Wesen und diszipliniert. Obgleich sehr eigensinnig, ist er in besonderen (sic!) sehr gut gegenüber Menschen.“

## Bullterrier als gefährliche Hunde
Der Bullterrier wird von den meisten deutschen Bundesländern in ihren Hundeverordnungen oder -gesetzen in der Liste der gefährlichen Hunde aufgeführt. Das bedeutet, dass die Haltung und/oder Zucht des Bullterriers in diesen Bundesländern verboten oder eingeschränkt ist. Des Weiteren wird diese Rasse im Hundeverbringungs- und -einfuhrbeschränkungsgesetz geführt, wodurch der Import in das Bundesgebiet verboten ist, auch in jene Bundesländer, in denen der Bullterrier nicht in der Rasseliste steht.
In der Schweiz führen elf der dreizehn Kantone mit Rasselisten den Bullterrier auf diesen Listen, die Haltung ist in diesen Kantonen bewilligungspflichtig. In den Kantonen Wallis und Zürich sind Haltung, Zucht und Einfuhr verboten.
In Österreich steht der Bullterrier in allen vier listenführenden Bundesländern (Wien, Niederösterreich, Oberösterreich, Vorarlberg) auf der Rasseliste. Je nach Bundesland ist ein Hundeführerschein (Wien), Sachkundenachweis (Niederösterreich), Sachkundenachweis und Alltagstauglichkeisprüfung (Oberösterreich) oder eine Sondergenehmigung des Bürgermeisters (Vorarlberg) zur Haltung erforderlich.